# Dopamine (Adriaan Persons)
Dopamine is een nummer van de Nederlandse muzikant Adriaan Persons uit 2024.
Waar Persons' vorige single Vanavond komt ze naar mij een poppy geluid had, gaat Persons op "Dopamine" een totaal andere kant op met tegen de house aanliggend geluid. Het nummer werd een kleine radiohit in Nederland; het werd veel gedraaid op NPO 3FM en gemaakt in Maak 't of kraak 't op Radio 538, maar desondanks werden er geen hitlijsten gehaald.

## Tracklijst
Muziekdownload
1. "Dopamine" - 2:44